# Єнібосна (станція метро)
40°59′21.84″ пн. ш. 28°50′12.84″ сх. д. / 40.9894000° пн. ш. 28.8369000° сх. д.
Метростанція Єнібосна (M1ᴀ)  (тур. Yenibosna) — станція ліній М1 та М9 Стамбульського метрополітену. 
Станцію М1 відкрито 25 липня 1995 року
 і була західною кінцевою станцією М1 до 2002 року, коли лінію було продовжено до аеропорт Ататюрк.
Станцію М9 відкрито 18 березня 2024 року 
.
Розташована у кварталі Атакьой (Бакиркьой)
Від метростанції до зупинки Метробуса приблизно 550 м пішки, і є можливість пересадки між станціями.

## Пересадки
- Автобуси: 31, 31E, 31K, 97KZ, 36AY, 36CY, 98B, 55Y, 73B, 73F, 73H, 73Y, 76, 76B, 76C, 76D, 76V, 76Y, 78B, 79B, 79F, 79FY, 79G, 79K, 79Ş, 79Y, 82, 82S, 89, 89A, 89B, 89K, 89M, 89S, 89YB, 97KZ, 98, 98AB, 98B, 98H, 98MB, 98S, 98T, 98TB, 146, AVR1A, E-57, H-9, HS1, HT10, HT11, HT12, HT20, KÇ2, MR20